# Taste the Blood of Dracula
Taste the Blood of Dracula is een Britse horrorfilm uit 1970, geregisseerd door Peter Sasdy voor Hammer Studios. De film is de vijfde in de reeks van Dracula-films van Hammer. De rol van graaf Dracula wordt wederom vertolkt door Christopher Lee.

## Verhaal
In de proloog is te zien hoe een Engelse zakenman genaamd Weller naar Oost-Europa reist. Onderweg is hij getuige van de dood van Dracula (uit Dracula Has Risen from the Grave). Hij verzamelt wat van Dracula’s opgedroogde bloed, zijn ring en zijn cape.
Terug in Londen richten drie mannen - Hargood, Paxton en Secker – een besloten club op. Zogenaamd voor liefdadigheidswerk in het East End, maar in werkelijkheid om ongestoord te kunnen drinken en het bordeel te bezoeken. Op een dag bezoeken ze een striptease-act. Deze wordt onderbroken wanneer een jonge man het bordeel binnenstormt en de vrouw op het podium wenkt hem te volgen. Ze gehoorzaamt hem tegen de bevelen van haar baas in. De mannen zijn geïnteresseerd in deze vreemdeling. Ze ontdekken dat hij Courtley is, die werd onterfd omdat hij een zwarte mis had uitgevoerd.
Hargood wil Courtley graag eens ontmoeten. Courtley belooft de drie mannen een ervaring die ze nooit zullen vergeten, maar staat erop dat ze eerst Weller ontmoeten. Hij bemachtigt van Weller Dracula’s bloed, ring en cape. Het viertal ontmoet elkaar in een verlaten kerk voor een ceremonie. Courtley stopt het opgedroogde bloed in een kelk en mengt dit met zijn eigen bloed. Hij vraagt de drie mannen ervan te drinken. Wanneer ze alle drie weigeren, drinkt Courley er zelf van. Vrijwel meteen nadat hij ervan heeft gedronken sterft Courtley. De drie mannen verlaten geschrokken de kerk en laten het lijk achter. Zodra ze weg zijn, verandert Courtley's dode lichaam in Dracula. Blijkbaar was Courtley Dracula’s dienaar. Dracula zweert wraak op de drie mannen voor Courtley's dood.
Dracula begint zijn wraak met Hargood, die na het voorval zwaar aan de alcohol verslaafd is geraakt. Harwood is erg streng tegen zijn dochter Alice, vooral omdat ze een relatie heeft met Paxtons zoon, Paul. Dracula hypnotiseert Alice en laat haar Hargood vermoorden.
Op Hargoods begrafenis vraagt Alice Pauls zus Lucy om haar die avond te ontmoeten in de verlaten kerk. In de kerk wordt Lucy gebeten door Dracula.
Nu Hargood dood is en zowel Alice als Lucy vermist worden, begint Paxton te vrezen dat dit Courtley's werk is. Samen met Secker bezoekt hij de kerk om Courtley's lijk te zoeken. Ze vinden er enkel Lucy, die in een doodskist ligt te slapen. Secker beseft dat ze een vampier is en probeert een staak door haar hart te slaan, maar Paxton kan dit zijn dochter niet aandoen en schiet Secker in zijn arm. Terwijl de gewonde Secker naar huis strompelt, rouwt Paxton over Lucy’s lichaam. Uiteindelijk raapt hij zijn moed bijeen om Lucy zelf een staak door het hart te slaan. Hij wordt onderbroken door Dracula en Alice, die Paxton zelf een staak door het hart slaan.
Die nacht bezoekt Lucy Seckers zoon Jeremy, met wie zij blijkbaar een relatie heeft. Ze bijt hem en maakt hem tot haar slaaf. Op haar bevel vermoordt Jeremy zijn vader. Op de terugweg vraagt Lucy Dracula om zijn goedkeuring, waarop de graaf haar doodt.
Paul vindt in Seckers huis een brief waarin Secker aanwijzingen heeft opgeschreven over hoe de vampiers verslagen kunnen worden. Paul volgt de instructies uit de brief op. Hij gaat naar de kerk, alwaar hij de deur barricadeert met een kruisbeeld en het altaar ontruimt van alle duistere instrumenten. Hij drijft Dracula in een hoek met een kruisbeeld, maar Alice (die nog niet geheel een vampier is geworden) ontwapent hem. Dracula probeert de kerk te ontvluchten, maar kan niet weg dankzij het kruis voor de deur. In het gevecht dat volgt valt Dracula op het altaar terwijl het Onzevader wordt gezegd, en hij vergaat tot stof.

## Rolverdeling
| Acteur          | Personage       |
| --------------- | --------------- |
| Christopher Lee | Graaf Dracula   |
| Geoffrey Keen   | William Hargood |
| Linda Hayden    | Alice Hargood   |
| Peter Sallis    | Samuel Paxton   |
| Anthony Corlan  | Paul Paxton     |
| Isla Blair      | Lucy Paxton     |
| John Carson     | Jonathan Secker |
| Martin Jarvis   | Jeremy Secker   |
| Ralph Bates     | Lord Courtley   |
| Roy Kinnear     | Weller          |
| Michael Ripper  | Inspecteur Cobb |

## Achtergrond
Oorspronkelijk zou Vincent Price een van de drie Britse mannen gaan spelen, maar toen de producers werden gekort op het budget voor de film konden ze zich hem niet langer veroorloven.
De scènes met de drie mannen in het bordeel werden na de première van de film zwaar aangepast voordat de film verder werd gedistribueerd. Op de dvd-uitgave van de film is de originele versie hersteld.